# Бондарі (Буринська міська громада)
Бондарі́ — село в Україні, у Конотопському районі Сумської області. Населення становить 24 осіб. До 2020 орган місцевого самоврядування — Михайлівська сільська рада.

## Географія
Село Бондарі розташовані на струмку без назви, який за 3 км впадає в річку Чаша, вище за течією примикає село Вікторинівка, нижче за течією на відстані 2.5 км розташоване місто Буринь.
На струмку декілька загат. Поруч пролягає автомобільний шлях Т 1916.

## Історія
- Село постраждало внаслідок геноциду українського народу, проведеного урядом СССР 1932—1933 та 1946–1947 роках, встановлено смерті не менше 2 людей[1].
- 12 червня 2020 року, відповідно до розпорядження Кабінету Міністрів України № 723-р «Про визначення адміністративних центрів та затвердження територій територіальних громад Сумської області», село увійшло до складу Буринської міської громади[2].
- 19 липня 2020 року, в результаті адміністративно-територіальної реформи та ліквідації Буринського району, увійшло до складу новоутвореного Конотопського району[3].
- 8 серпня 2024 року, рішення голови Сумської ОДА, вулицю Першотравнева перейменовано на Травнева.